# Список главных тренеров ФК «Николаев» (Николаевская область)
Данная статья представляет собой список главных тренеров футбольного клуба «Николаев» (ранее известного как «Наваль», «Андре Марти», «Марти-Бадина», «Райком металлистов», «Судостроитель», «Авангард», «Эвис») и их главных достижений с момента первого участия этого клуба в профессиональном турнире (1936 год) и по настоящее время.
Муниципальный футбольный клуб «Николаев» (далее — МФК «Николаев») — украинский футбольный клуб из одноимённого города. Основан в 1920 году, под названием «Наваль». За всю историю у клуба было 42 главных тренера, однажды роль главного была разделена между двумя тренерами, ещё в шести случаях командой руководили главные тренеры с приставкой «исполняющий обязанности»:4.
Самыми успешными, с точки зрения достигнутых результатов с клубом, являются Юрий Войнов, под руководством которого команда единственный раз в своей истории принимала участие в турнире за место в высшем дивизионе чемпионата СССР, а также выходила в полуфинал Кубка Советского Союза и Евгений Лемешко, с которым команда завоевала полный комплект медалей первенства УССР в рамках второй лиги чемпионата Союза.
В украинский период истории команды (с 1992 года) наиболее успешным тренером «корабелов» является Анатолий Заяев, под руководством которого в сезоне 1997/98 «Николаев» уверенно занял первое место в турнире команд первой лиги.
В настоящее время главным тренером клуба является Сергей Шевченко.

## Статистика
Данные откорректированы по состоянию на 27 июня 2022 года. В статистику включены только матчи чемпионата страны.
- н/д — нет данных

| Фото   | Тренер / Период                                            | У   | И   | В  | Н  | П   | МЗ  | МП     | % В    | Достижения | Прим.                       |
| ------ | ---------------------------------------------------------- | --- | --- | -- | -- | --- | --- | ------ | ------ | --- | --------------------------- |
|        | Борис Войтенко СССР 01.1936 — 12.1936                      | КФК | 3   | 3  | 0  | 0   | 9   | 1      | 100,00 | Команда была организована в 1920 году, однако достоверные данные о её главных тренерах имеются лишь начиная с 1936 года, когда был разыгран первый в истории Кубок СССР. В матчах этого турнира команду возглавлял Борис Войтенко. В этом же году команда Войтенко победила в первенстве Украины по второй группе. | :200-206, 434               |
|        | Глеб Рябиков СССР 01.1937 — 12.1937                        | V   | 10  | 3  | 2  | 5   | 9   | 14     | 30,00  | | :207-212, 434               |
|        | Фёдор Кондратенко СССР 01.1938 — 12.1938                   | КФК | 11  | 7  | 3  | 1   | 26  | 8      | 63,64  | С Кондратенко в 1938 году николаевцы завоевали бронзу чемпионата УССР. Эти бронзовые медали до сих пор являются наивысшим достижением клуба в розыгрышах любительских турниров. | :213-217, 434               |
|        | Борис Войтенко СССР 01.1939 — 09.1940                      | ІІ  | 46  | 17 | 15 | 14  | 61  | 68     | 36,96  | | :218-235, 434               |
|        | Борис Рулёв (и. о.) СССР 09.1940 — 10.1940                 | ІІ  | 2   | 1  | 0  | 1   | 4   | 1      | 50,00  | | :218-235, 434               |
|        | Синзимир СССР 01.1946 — 12.1946                            | ІІ  | 24  | 1  | 3  | 20  | 15  | 58     | 4,17   | После войны команду вновь собирал Борис Войтенко, однако из-за его внезапной смерти в 1946 году в возобновлённом чемпионате СССР «Судостроитель» возглавлял некто Синзимир. Далее последовала ежегодная смена тренера, завершившаяся лишь в 1950 году одновременно с расформированием команды. | :243-248, 434               |
|        | О. Курбатовский СССР 01.1947 — 12.1947                     | ІІ  | 24  | 7  | 5  | 12  | 35  | 53     | 29,17  | | :249-252, 434               |
|        | Александр Сердюк СССР 01.1948 — 07.1948                    | ІІ  | 6   | 0  | 0  | 6   | 5   | 19     | 0      | | :252-255, 434               |
|        | Фёдор Кондратенко (и. о.) СССР 07.1948 — 12.1948           | ІІ  | 8   | 0  | 3  | 5   | 2   | 12     | 0      | | :252-255, 434               |
|        | Леонид Орехов СССР Макар Гичкин СССР 01.1949 — 12.1949     | ІІ  | 34  | 12 | 13 | 9   | 40  | 36     | 35,29  | | :256-260, 434               |
|        | Владимир Восковский СССР 01.1950 — 12.1950                 | КФК | 17  | 11 | 1  | 5   | 28  | 13     | 64,71  | | :260-264, 434               |
|        | Иван Колбанов СССР 01.1954 — 12.1956                       | КФК | 38  | 17 | 8  | 13  | 79  | 64     | 44,74  | В 1953 году во главе вновь созданной команды стал её бывший нападающий Иван Колбанов. Он проработал с командой несколько лет, до её включения в состав участников класса «Б» советского чемпионата. | :273-283, 434               |
|        | Рамиз Каричев СССР 01.1957 — 12.1959                       | ІІ  | 92  | 39 | 26 | 27  | 142 | 116    | 42,39  | После включения команды в состав участников класса «Б» советского чемпионата Колбанов уступил место приезжему специалисту Рамизу Каричеву, оставшись его помощником, который за три года привёл команду к двум бронзам первой из шести зон класса «Б» (1958, 1959). | :283-303, 434               |
|        | Олег Ошенков СССР 01.1960 — 08.1960                        | ІІ  | 18  | 10 | 5  | 3   | 28  | 11     | 55,56  | По существующему тогда регламенту, за путёвку в класс «А» могли бороться лишь победители зон. Победу в зоне добыли в 1960 году Олег Ошенков и сменивший его по ходу сезона Константин Щегоцкий. | :303-307, 434               |
|        | Константин Щегоцкий СССР 08.1960 — 12.1960                 | ІІ  | 16  | 9  | 4  | 3   | 24  | 16     | 56,25  | После окончания зонального турнира клубу предстояло сыграть стыковые матчи с победителем другой зоны для определения чемпиона Украины и право сыграть переходные матчи за место в классе «А». Стыковые матчи были проиграны запорожскому «Металлургу», а николаевская команда довольствовалась первым в своей истории званием вице-чемпиона Украины (1960). | :303-307, 434               |
|        | Евгений Горянский СССР 01.1961 — 08.1961                   | ІІ  | 19  | 9  | 5  | 5   | 30  | 23     | 47,37  | | :308-311, 434               |
|        | Михаил Чуркин СССР 08.1961 — 12.1961                       | ІІ  | 17  | 4  | 5  | 8   | 23  | 29     | 23,53  | | :308-311, 434               |
|        | Александр Иванов СССР 01.1962 — 10.1962                    | ІІ  | 29  | 10 | 7  | 12  | 30  | 42     | 34,48  | | :312-315, 434               |
|        | Алексей Водягин СССР 10.1962 — 12.1963                     | ІІ  | 5   | 2  | 1  | 2   | 12  | 8      | 40,00  | | :312-319, 434               |
| ІІІ    | Алексей Водягин СССР 10.1962 — 12.1963                     | 40  | 11  | 13 | 16 | 34  | 45  | 27,50  |        | | :312-319, 434               |
|        | Владимир Ищенко СССР 01.1964 — 06.1965                     | ІІІ | 49  | 20 | 14 | 15  | 55  | 47     | 40,82  | | :319-328, 434               |
|        | Абрам Лерман СССР 06.1965 — 04.1967                        | ІІІ | 33  | 16 | 11 | 6   | 46  | 32     | 48,48  | | :324-336, 434               |
| ІІ     | Абрам Лерман СССР 06.1965 — 04.1967                        | 38  | 8   | 17 | 13 | 27  | 33  | 21,05  |        | | :324-336, 434               |
|        | Юрий Войнов СССР 04.1967 — 11.1969                         | ІІ  | 119 | 46 | 45 | 28  | 123 | 91     | 38,66  | В апреле 1967 года «Судостроитель» возглавил Юрий Войнов. Под его руководством николаевцы в 1968 году выиграли турнир в своей подгруппе второй группы класса «А» и единственный раз в своей истории принимали участие в розыгрыше места в первой группе класса «А» (высший дивизион). В финальном турнире среди четырёх победителей подгрупп «корабелы» смогли победить лишь львовские «Карпаты», и заняли последнее место. По окончании сезона николаевская команда заняла 24-ю строчку. Стала 6-й командой Украины. Старший тренер и начальник команды Юрий Войнов и его помощник — тренер Яков Борисов получили звания «Заслуженный тренер УССР». Следующий сезон ознаменовался самым успешным выступлением команды в истории розыгрышей кубковых турниров — выходом «Судостроителя» в полуфинал Кубка СССР, где николаевцев остановили те же львовские «Карпаты». В ноябре 1969 года Войнов перешёл в «Шахтёр». На его место из Донецка пришёл Олег Ошенков. | :333-348, 434               |
|        | Олег Ошенков СССР 11.1969 — 12.1970                        | ІІ  | 42  | 17 | 14 | 11  | 47  | 36     | 40,48  | | :342-351, 434               |
|        | Евгений Лемешко СССР 01.1971 — 12.1974                     | ІІІ | 181 | 93 | 52 | 23  | 237 | 116    | 51,38  | В 1971 году тренером «корабелов» стал николаевец Евгений Лемешко. В первом же сезоне николаевцы довольствовались серебром. В 1972 году последовал спад — 4-е место. 1973 год принёс ещё одну бронзу. В 1974 году за 4 тура до конца турнира николаевцы досрочно заняли первое место в 6-й зоне второй лиги первенства СССР. Отрыв от второй команды — харьковского «Металлиста» составил на финише 10 очков. «Судостроитель» стал чемпионом Украины. В переходном турнире за выход в первую лигу Николаев выступил неудачно — занял последнее 6-е место. За работу с николаевской командой в 1974 году Лемешко получил звание «Заслуженный тренер УССР». После завершения сезона ушёл из команды. | :351-366, 434               |
|        | Анатолий Норов СССР 01.1975 — 12.1976                      | ІІІ | 70  | 29 | 21 | 20  | 82  | 63     | 41,43  | | :366-371, 434               |
|        | Виктор Фомин СССР 01.1977 — 09.1977                        | ІІІ | 37  | 13 | 10 | 14  | 40  | 44     | 35,14  | | :372-376, 434               |
|        | Юрий Заболотный СССР 09.1977 — 12.1977                     | ІІІ | 7   | 3  | 3  | 1   | 15  | 8      | 42,86  | | :372-376, 434               |
|        | Юрий Войнов СССР 01.1978 — 07.1979                         | ІІІ | 67  | 21 | 22 | 24  | 63  | 70     | 31,34  | Пришедший во второй раз в команду Юрий Войнов не смог поднять её выше четвёртого места. | :376-383, 434               |
|        | Григорий Ищенко СССР 07.1979 — 06.1982                     | ІІІ | 125 | 51 | 39 | 35  | 139 | 102    | 40,80  | | :379-395, 434               |
|        | Евгений Пестов СССР 06.1982 — 12.1983                      | ІІІ | 82  | 29 | 14 | 39  | 93  | 112    | 35,37  | | :392-399, 434               |
|        | Евгений Кучеревский СССР 01.1984 — 12.1985                 | ІІІ | 76  | 41 | 19 | 16  | 125 | 59     | 53,95  | С приходом на должность главного тренера Евгения Кучеревского состав команды был капитальным образом изменён, и аутсайдер, занявший в предыдущем сезоне 24-е место из 26-х возможных, превратился в лидера зоны. В 1984 году «Судостроитель» под руководством этого тренера уверенно победил в группе, и претендовал на первое место в турнире сильнейших команд зоны. Но в домашней игре с главным конкурентом — «Нивой» (Винница), которую николаевцы выиграли со счётом 1:0, был нарушен регламент — на поле вышел лишний возрастной игрок. После протеста «Нивы» результат матча был аннулирован, и винничане стали победителями зонального турнира. «Судостроитель» третий. В 1985 году Николаев вновь занял третье место. После завершения сезона Кучеревский ушёл в «Днепр» | :399-407, 434.              |
|        | Иван Балан СССР 01.1986 — 12.1986                          | ІІІ | 40  | 14 | 13 | 13  | 49  | 39     | 35,00  | После ухода Кучеревского «Судостроитель» возглавил ещё один бывший его вратарь — Иван Балан. Заняв с командой, практически не изменившей свой дважды «бронзовый» состав итоговое 12-е место, специалист был переведён на должность тренера. | :407-410, 434               |
|        | Виктор Зубков СССР 01.1987 — 12.1987                       | ІІІ | 52  | 17 | 10 | 25  | 52  | 65     | 32,69  | | :410-418, 434               |
|        | Геннадий Лисенчук СССР 01.1988 — 12.1988                   | ІІІ | 50  | 22 | 10 | 18  | 66  | 51     | 44,00  | | :414-418, 434               |
|        | Иван Балан · СССР · Украина · 01.1989 — 06.1992            | ІІІ | 130 | 54 | 29 | 47  | 181 | 152    | 41,54  | Занявшему с командой в первом сезоне 17-е место Балану руководство дало шанс проявить себя в новом сезоне. В итоге 1990 год стал одним из лучших в истории «Судостроителя». Команда, практически не меняя состав, завоевала серебряные награды второй лиги в первой зоне чемпионата УССР среди 19 команд. «Судостроитель» получил право перейти в буферную зону, что стало единственным «повышением в классе» по спортивному принципу для николаевской команды в истории её участия в чемпионатах СССР. Балан проработал с «корабелами» ещё два года. На этот период пришёл старт команды, сменившей название «Судостроитель» на «Эвис», в чемпионатах Украины. В том коротком турнире николаевцы заняли 9-е место при 10 участниках и оставили высшую лигу:1. Балан остался в истории команды как тренер, дольше всех остальных возглавлявший её. Под его руководством николаевцы провели 266 матчей чемпионатов СССР и Украины.                                | :418-433, 434               |
| ІV     | Иван Балан · СССР · Украина · 01.1989 — 06.1992            | 36  | 24  | 5  | 7  | 60  | 31  | 66,67  |        | Занявшему с командой в первом сезоне 17-е место Балану руководство дало шанс проявить себя в новом сезоне. В итоге 1990 год стал одним из лучших в истории «Судостроителя». Команда, практически не меняя состав, завоевала серебряные награды второй лиги в первой зоне чемпионата УССР среди 19 команд. «Судостроитель» получил право перейти в буферную зону, что стало единственным «повышением в классе» по спортивному принципу для николаевской команды в истории её участия в чемпионатах СССР. Балан проработал с «корабелами» ещё два года. На этот период пришёл старт команды, сменившей название «Судостроитель» на «Эвис», в чемпионатах Украины. В том коротком турнире николаевцы заняли 9-е место при 10 участниках и оставили высшую лигу:1. Балан остался в истории команды как тренер, дольше всех остальных возглавлявший её. Под его руководством николаевцы провели 266 матчей чемпионатов СССР и Украины.                                | :418-433, 434               |
| ІІІ    | Иван Балан · СССР · Украина · 01.1989 — 06.1992            | 42  | 15  | 8  | 19 | 61  | 55  | 35,71  |        | Занявшему с командой в первом сезоне 17-е место Балану руководство дало шанс проявить себя в новом сезоне. В итоге 1990 год стал одним из лучших в истории «Судостроителя». Команда, практически не меняя состав, завоевала серебряные награды второй лиги в первой зоне чемпионата УССР среди 19 команд. «Судостроитель» получил право перейти в буферную зону, что стало единственным «повышением в классе» по спортивному принципу для николаевской команды в истории её участия в чемпионатах СССР. Балан проработал с «корабелами» ещё два года. На этот период пришёл старт команды, сменившей название «Судостроитель» на «Эвис», в чемпионатах Украины. В том коротком турнире николаевцы заняли 9-е место при 10 участниках и оставили высшую лигу:1. Балан остался в истории команды как тренер, дольше всех остальных возглавлявший её. Под его руководством николаевцы провели 266 матчей чемпионатов СССР и Украины.                                | :418-433, 434               |
| І      | Иван Балан · СССР · Украина · 01.1989 — 06.1992            | 18  | 3   | 4  | 11 | 12  | 29  | 16,67  | :470   | Занявшему с командой в первом сезоне 17-е место Балану руководство дало шанс проявить себя в новом сезоне. В итоге 1990 год стал одним из лучших в истории «Судостроителя». Команда, практически не меняя состав, завоевала серебряные награды второй лиги в первой зоне чемпионата УССР среди 19 команд. «Судостроитель» получил право перейти в буферную зону, что стало единственным «повышением в классе» по спортивному принципу для николаевской команды в истории её участия в чемпионатах СССР. Балан проработал с «корабелами» ещё два года. На этот период пришёл старт команды, сменившей название «Судостроитель» на «Эвис», в чемпионатах Украины. В том коротком турнире николаевцы заняли 9-е место при 10 участниках и оставили высшую лигу:1. Балан остался в истории команды как тренер, дольше всех остальных возглавлявший её. Под его руководством николаевцы провели 266 матчей чемпионатов СССР и Украины.                                |                             |
|        | Владлен Науменко · Украина · 07.1992 — 12.1992             | ІІ  | 21  | 7  | 7  | 7   | 19  | 16     | 33,33  | Новый тренер Владлен Науменко привлёк в команду первой лиги местных игроков. По итогам первого круга «Эвис» занял 7-е место, а руководство клуба решило привлечь более амбициозного тренера:1. От предложенной вакансии второго тренера Науменко отказался и вернулся в детско-юношеский футбол:1. | :470                        |
|        | Леонид Колтун · Украина · 12.1992 — 06.1994                | ІІ  | 59  | 36 | 10 | 13  | 117 | 55     | 61,02  | Леонид Колтун проработал с командой полтора сезона. По итогам второго круга результат предшественника улучшен не был (итоговое 7-е место). Зато через год Колтун в тандеме с тренером Валерием Журавко занял 2-е место и вывел «Эвис» в высшую лигу, после чего принял решение оставить команду. | :470                        |
|        | Валерий Журавко · Украина · 07.1994 — 09.1994              | І   | 10  | 2  | 0  | 8   | 9   | 28     | 20,00  | Со старта в «вышке» командой руководил Журавко самостоятельно. Старт не заладился и через два месяца последовала отставка главного тренера. | :470                        |
|        | Евгений Кучеревский · Украина · 10.1994 — 03.1997          | І   | 58  | 19 | 13 | 26  | 61  | 84     | 32,76  | В октябре 1994 в команду вернулся Евгений Кучеревский. Приход опытного тренера совпал с созданием спорт-клуба «Николаев» и сменой названия команды. Огромными усилиями в первый сезон удалось сохранить прописку в высшей лиге, но уже через год в классе пришлось понизиться. Кучеревский задержался в Николаеве ещё на 9 месяцев, и ушёл в отставку лишь на старте второго круга в 1-й лиге. | :470                        |
| ІІ     | Евгений Кучеревский · Украина · 10.1994 — 03.1997          | 26  | 13  | 7  | 6  | 44  | 20  | 50,00  |        | В октябре 1994 в команду вернулся Евгений Кучеревский. Приход опытного тренера совпал с созданием спорт-клуба «Николаев» и сменой названия команды. Огромными усилиями в первый сезон удалось сохранить прописку в высшей лиге, но уже через год в классе пришлось понизиться. Кучеревский задержался в Николаеве ещё на 9 месяцев, и ушёл в отставку лишь на старте второго круга в 1-й лиге. | :470                        |
|        | Сергей Пучков (и. о.) · Украина · 04.1997 — 05.1997        | ІІ  | 14  | 7  | 2  | 5   | 16  | 11     | 50,00  | Сергей Пучков руководил командой в ранге исполняющего обязанности главного тренера. Самый молодой по возрасту тренер в истории МФК «Николаев»:4. | :470                        |
|        | Анатолий Заяев · Украина · 05.1997 — 06.1998               | ІІ  | 48  | 32 | 8  | 8   | 100 | 37     | 66,67  | Анатолий Заяев провёл с командой 6 игр в сезоне 1996/97 и весь сезон 1997/98, по итогам которого команда заняла первое место, завоевала звание чемпиона Украины среди команд первой лиги и вышла в высшую лигу. Ещё за три месяца до финиша чемпионата в клубе прекратилась выплата зарплат, а ведущие футболисты Лавренцов, Пономаренко, Бугай и Забранский подписали контракты с «Кривбассом». Заяев выдвинул клубу ультиматум — или эти футболисты остаются, или он уходит. Компромисса найти не удалось, и тренер ушёл из команды. | :470.                       |
|        | Анатолий Коньков · Украина · 07.1998 — 09.1998             | І   | 12  | 2  | 3  | 7   | 9   | 22     | 16,67  | Анатолий Коньков наиболее титулованный, как игрок, наставник николаевской команды:4. Коньков ушёл после 12-го тура, когда команда занимала 14 место из 16 команд. Причиной отставки стала невозможность добиваться результата с командой в условиях тяжёлого финансового кризиса и хронических задолженностей по заработной плате. | :470                        |
|        | Леонид Николаенко (и. о.) · Украина · 09.1998 — 09.1998    | І   | 4   | 0  | 1  | 3   | 2   | 10     | 0      | Леонид Николаенко руководил командой в ранге исполняющего обязанности главного тренера. | :470                        |
|        | Иван Краснецкий · Украина · 12.1998 — 03.1999              | І   | 1   | 0  | 0  | 1   | 0   | 2      | 0      | Иван Краснецкий — провёл с командой зимний подготовительный период и 1 матч второго круга. | :470                        |
|        | Михаил Калита · Украина · 03.1999 — 08.2003                | І   | 13  | 0  | 2  | 11  | 7   | 33     | 0      | «Николаев» стал первым клубом Махаила Калиты в ранге главного тренера:4. Под его руководством «корабелы» завершили сезон в высшей лиге. В общей сложности Калита во главе команды провёл 4,5 года, чем повторил рекорд Балана, но при этом команда сыграла на много меньше матчей. В этот период перед командой серьёзные задачи не стояли, но однажды удалось занять 4-е место в первой лиге (2000/01). После неудачного старта в сезоне 2004/04 ушёл в отпуск (с последующей отставкой). | :470                        |
| ІІ     | Михаил Калита · Украина · 03.1999 — 08.2003                | 140 | 59  | 33 | 48 | 150 | 155 | 42,14  |        | «Николаев» стал первым клубом Махаила Калиты в ранге главного тренера:4. Под его руководством «корабелы» завершили сезон в высшей лиге. В общей сложности Калита во главе команды провёл 4,5 года, чем повторил рекорд Балана, но при этом команда сыграла на много меньше матчей. В этот период перед командой серьёзные задачи не стояли, но однажды удалось занять 4-е место в первой лиге (2000/01). После неудачного старта в сезоне 2004/04 ушёл в отпуск (с последующей отставкой). | :470                        |
|        | Валерий Мазур (и. о.) · Украина · 08.2003 — 09.2003        | ІІ  | 3   | 0  | 2  | 1   | 1   | 2      | 0      | Валерий Мазур руководил командой в ранге «и. о.». | :470                        |
|        | Роман Покора · Украина · 09.2003 — 06.2004                 | ІІ  | 24  | 10 | 5  | 9   | 23  | 19     | 41,67  | Роман Покора был призван спасать «корабелов» от вылета из первой лиги, с чем успешно справился. | :470                        |
|        | Григорий Ищенко · Украина · 06.2004 — 06.2005              | ІІ  | 37  | 9  | 8  | 16  | 20  | 43     | 24,32  | Григорий Ищенко во время своего второго прихода в команду отличился самым низшим на тот момент местом команды в первой лиге чемпионата Украины (17 из 18), единственным в истории вылетом во вторую лигу по спортивному признаку и закономерной отставкой. | :470                        |
|        | Леонид Гайдаржи · Украина · 07.2005 — 05.2007              | ІІІ | 28  | 22 | 3  | 3   | 56  | 11     | 78,57  | Леонид Гайдаржи смог с первой же попытки завоевать путёвку в первую лигу, но неуверенное выступление «Николаева» в первом дивизионе заставило руководство клуба вновь сменить главного тренера. | :470                        |
| ІІ     | Леонид Гайдаржи · Украина · 07.2005 — 05.2007              | 29  | 7   | 9  | 13 | 23  | 36  | 24,14  |        | Леонид Гайдаржи смог с первой же попытки завоевать путёвку в первую лигу, но неуверенное выступление «Николаева» в первом дивизионе заставило руководство клуба вновь сменить главного тренера. | :470                        |
|        | Вячеслав Мазарати · Украина · 05.2007 — 01.2009            | ІІ  | 45  | 18 | 14 | 13  | 43  | 31     | 40,00  | Николаевский специалист Вячеслава Мазарати успел поработать с командой как в первой, так и во второй лиге, куда «Николаев» был отправлен из-за финансовых проблем вместо окончательного расформирования. | :470                        |
| ІІІ    | Вячеслав Мазарати · Украина · 05.2007 — 01.2009            | 20  | 6   | 6  | 8  | 18  | 19  | 30,00  |        | Николаевский специалист Вячеслава Мазарати успел поработать с командой как в первой, так и во второй лиге, куда «Николаев» был отправлен из-за финансовых проблем вместо окончательного расформирования. | :470                        |
|        | Михаил Калита · Украина · 02.2009 — 04.2010                | ІІІ | 27  | 13 | 9  | 5   | 31  | 17     | 48,15  | Михаилу Калите во второй период работы с командой не удалось вернуть клуб в первую лигу. | [ 15 ] [ 16 ]               |
|        | Вячеслав Мазарати · Украина · 04.2010 — 08.2010            | ІІІ | 8   | 4  | 2  | 2   | 10  | 5      | 50,00  | | [ 16 ]                      |
|        | Руслан Забранский · Украина · 08.2010 — 06.2013            | ІІІ | 18  | 14 | 2  | 3   | 28  | 11     | 77,78  | Руслан Забранский был одним из лидеров «золотой» команды Заяева 1997/98, лучшим бомбардиром «корабелов» в чемпионатах Украины. Забранский превзошёл достижение Гайдаржи, выведя «Николаев» в первую лигу менее чем за один сезон. После завершения сезона 2012/13, в котором николаевцы заняли шестое место в первой лиге — самое высокое за последние десять лет, тренер неожиданно ушёл в отставку, сославшись на усталость от тяжелого, исполненного нервами и тревогами, сезона. | [ 17 ] [ 18 ] [ 19 ]        |
| ІІ     | Руслан Забранский · Украина · 08.2010 — 06.2013            | 68  | 25  | 13 | 30 | 78  | 92  | 36,76  |        | Руслан Забранский был одним из лидеров «золотой» команды Заяева 1997/98, лучшим бомбардиром «корабелов» в чемпионатах Украины. Забранский превзошёл достижение Гайдаржи, выведя «Николаев» в первую лигу менее чем за один сезон. После завершения сезона 2012/13, в котором николаевцы заняли шестое место в первой лиге — самое высокое за последние десять лет, тренер неожиданно ушёл в отставку, сославшись на усталость от тяжелого, исполненного нервами и тревогами, сезона. | [ 17 ] [ 18 ] [ 19 ]        |
| ІІ→ІІІ | Руслан Забранский · Украина · 08.2010 — 06.2013            | 1   | 1   | 0  | 0  | 4   | 3   | 100,00 |        | Руслан Забранский был одним из лидеров «золотой» команды Заяева 1997/98, лучшим бомбардиром «корабелов» в чемпионатах Украины. Забранский превзошёл достижение Гайдаржи, выведя «Николаев» в первую лигу менее чем за один сезон. После завершения сезона 2012/13, в котором николаевцы заняли шестое место в первой лиге — самое высокое за последние десять лет, тренер неожиданно ушёл в отставку, сославшись на усталость от тяжелого, исполненного нервами и тревогами, сезона. | [ 17 ] [ 18 ] [ 19 ]        |
|        | Олег Федорчук · Украина · 06.2013 — 11.2013                | ІІ  | 17  | 4  | 3  | 10  | 21  | 28     | 23,53  | Олег Федорчук, проработав всего около полугода, подал в отставку из-за резко ухудшившихся результатов. Команда к тому времени занимала место в «зоне вылета», и руководство клуба приняло заявление главного тренера. | [ 20 ] [ 21 ] [ 22 ]        |
|        | Владимир Пономаренко (и. о.) · Украина · 11.2013 — 03.2014 | ІІ  | 3   | 2  | 0  | 1   | 6   | 4      | 66,67  | Владимир Пономаренко исполнял обязанности главного тренера до конца осенней части сезона. | [ 20 ] [ 21 ] [ 23 ]        |
|        | Вячеслав Мазарати · Украина · 03.2014 — 06.2014            | ІІ  | 10  | 3  | 1  | 6   | 7   | 17     | 33,33  | Весной 2014 года команду в третий раз возглавил Вячеслав Мазарати, последние два года руководивший николаевской «Энергией», расформированой во время того же зимнего перерыва. Состав МФК «Николаев» на вторую часть чемпионата формировался аврально, в основном из футболистов, ранее выступавших во второй лиге в той же «Энергии». В оставшихся матчах чемпионата николаевцы держались в районе 13 места, но когда было озвучено решение ПФЛ о том, что из первой лиги никто не выбывает, проиграли заключительные четыре матча с общим счетом — 0:10, и опустились на последнее место. | [ 21 ] [ 24 ] [ 25 ] [ 26 ] |
|        | Олег Федорчук · Украина · 06.2014 — 01.2015                | ІІ  | 17  | 5  | 4  | 8   | 22  | 36     | 29,41  | Перед новым сезоном в команду вернулся Олег Федорчук. Играя пять месяцев без зарплаты, под его руководством команда на зимний перерыв ушла на 12 месте из 16 команд. Не имея уверенности в будущем клуба специалист покинул его после того, как получил предложение возглавить финансово стабильную «Полтаву». | [ 27 ] [ 28 ] [ 29 ]        |
|        | Юрий Смагин (и. о.) · Украина · 01.2015 — 02.2015          | ІІ  | 0   | 0  | 0  | 0   | 0   | 0      | 0      | Юрий Смагин — один из лучших бомбардиров в истории команды был назначен исполняющим обязанности главного тренера после ухода Федорчука. Провёл во главе команды февральский тренировочный сбор и товарищеский турнир памяти Вячеслава Першина, где николаевцы проиграли всем своим трём соперникам с общим счётом 3:9. | [ 30 ]                      |
|        | Анатолий Ставка · Украина · 03.2015 — 04.2015              | ІІ  | 3   | 0  | 0  | 3   | 4   | 10     | 0      | Анатолий Ставка возглавил команду, так как единственный из всех членов тренерского штаба команды имел лицензию категории ПРО. Под его руководством команда стартовала в весенней части соревнований с трёх поражений с общим счётом 4:10. | [ 31 ]                      |
|        | Руслан Забранский · Украина · 04.2015 — 11.2018            | ІІ  | 89  | 32 | 21 | 36  | 104 | 118    | 35,96  | | [ 32 ] [ 33 ]               |
| ІІ→ІІІ | Руслан Забранский · Украина · 04.2015 — 11.2018            | 2   | 1   | 1  | 0  | 1   | 0   | 50,00  |        | | [ 32 ] [ 33 ]               |
|        | Сергей Шищенко · Украина · 12.2018 — 10.2019               | ІІ  | 26  | 8  | 7  | 11  | 39  | 38     | 30,77  | | [ 34 ] [ 35 ]               |
|        | Юрий Чаус · Украина · 10.2019 — 12.2019                    | ІІ  | 6   | 1  | 3  | 2   | 5   | 8      | 16,67  | | [ 36 ] [ 37 ]               |
|        | Илья Близнюк · Украина · 01.2020 — 06.2021                 | ІІ  | 0   | 0  | 0  | 0   | 0   | 0      | 0      | | [ 38 ] [ 39 ]               |
|        | Сергей Шевченко · Украина · 06.2021 — 11.2021              | ІІІ | 0   | 0  | 0  | 0   | 0   | 0      | 0      | | [ 6 ] [ 40 ]                |
|        | Эдуард Павлов · Украина · 11.2021 — 02.2022                | ІІІ | 1   | 0  | 1  | 0   | 1   | 1      | 33,33  | Эдуард Павлов провёл во главе команды всего один матч — сыграл вничью с «Реал Фармой». Следующие матчи команды были перенесены на весну 2022 года из-за вспышки коронавируса среди игроков команды. А уже в феврале 2022 года началось вторжение России на Украину, из-за чего чемпионат второй лиги не был доигран. Следующий чемпионат «Николаев» пропустил по собственной инициативе. | [ 41 ] [ 42 ] [ 43 ] [ 44 ] |